# Карл Лудвиг Август фон Золмс-Хоензолмс-Лих
Карл Лудвиг Август фон Золмс-Хоензолмс-Лих (на немски: Karl Ludwig August zu Solms-Hohensolms-Lich; * 7 април 1762, Хоензолмс; † 10 юни 1807, Лих) е от 1803 до смъртта си 1807 г. 2. княз на Золмс-Хоензолмс-Лих.

## Биография
Той е вторият син на граф и по-късен княз Карл Христиан фон Золмс-Хоензолмс-Лих (1725 – 1803) и съпругата му графиня и бургграфиня София Шарлота фон Дона-Шлобитен (1740 – 1798), дъщеря на граф Александер Емилиус фон Дона-Шлобитен (1704 – 1745) и принцеса София Шарлота фон Шлезвиг-Холщайн-Зондербург-Бек (1722 – 1763). Братята му са Георг Карл Фридрих Александер (1760 – 29 януари 1803, Лих), Фридрих Александер (1762 – 12 септември 1830, Лих) и Густав Паул (1771 – 3 февруари 1797, Серавала, Фриули).
Баща му Карл Христиан е издигнат от император Франц II на 14 юли 1792 г. на 1. княз на Золмс-Хоензолмс-Лих и мести резиденцията от Хоензолмс в Лих. Баща му умира на 22 март 1803 г. и Карл Лудвиг Август го наследява.
Карл Лудвиг Август умира на 10 юни 1807 г. на 45 години в Лих и е погребан там.

## Фамилия
Карл Лудвиг Август се жени на 6 септември 1802 г. в Бургщайнфурт за графиня Хенриета София фон Бентхайм-Щайнфурт (* 10 юни 1777, Бургщайнфурт; † 8 декември 1851, Лих), дъщеря на граф (княз от 1817) Лудвиг Вилхелм Гелдрикус Ернст фон Бентхайм-Щайнфурт (1756 – 1817) и принцеса Юлиана Вилхелмина фон Шлезвиг-Холщайн-Зондербург-Глюксбург (1754 – 1823). Те имат децата:
- Карл (1803 – 1824)
- Лудвиг (1805 – 1880), княз на Золмс-Хоензолмс-Лих, женен на 10 май 1829 г. в Бюдинген за принцеса Мария фон Изенбург-Бюдинген (1808 – 1872), няма деца
- Фердинанд (1806 – 1876), принц на Золмс-Хоензолмс-Лих, генерал-майор и народен представител, женен на 18 януари 1836 г. за графиня Каролина фон Колалто и Сан Салваторе (1818– 1855), има деца
- Август (1807 – 1814)